# 颍上站
颍上站，位于中华人民共和国安徽省阜阳市颍上县黄桥镇，是阜淮铁路上的火车站，建于1982年，2010年11月阜淮铁路电气化改造停止办理客运业务，2017年7月1日恢复客运业务，由上海铁路局管辖。

## 車站周邊
- 中国联通黄桥营业厅
- 黄桥镇人民政府
- 中国电信黄桥营业厅
- 颍上县黄桥镇中心学校
- 中国邮政储蓄银行黄桥镇支行

## 歷史
- 建于1982年。
- 2010年11月停止办理客运业务。
- 2017年7月1日恢复客运业务。

## 接驳交通
颍上城乡公交21路：城北车站↹火车站

## 外部連結
- 中国铁路客户服务中心 （页面存档备份，存于）